# 查·勾吉蒂

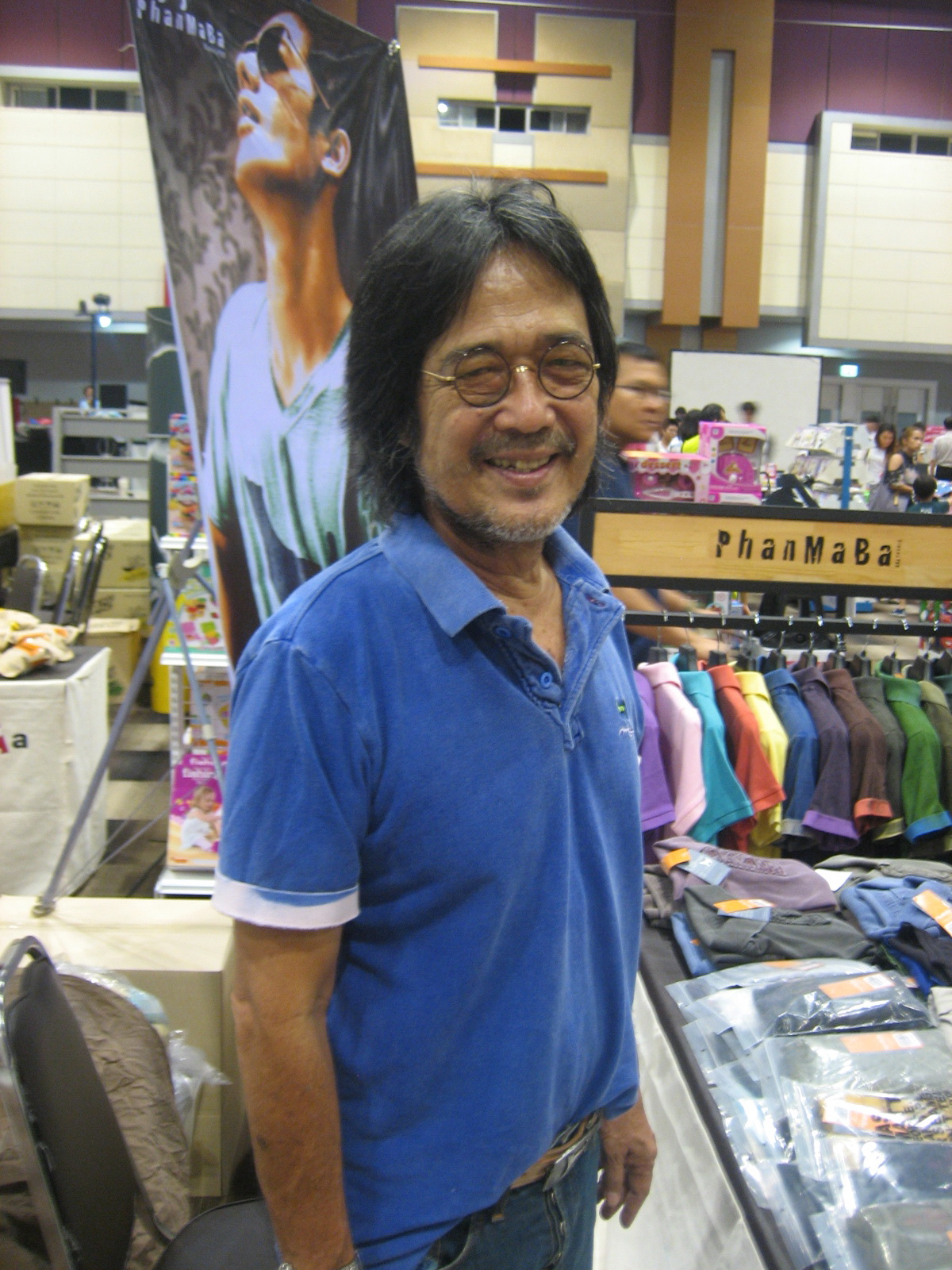
查·勾吉蒂

查·勾吉蒂（1954年6月25日-）是一位泰国作家。他於1981年出版小說《審判》（คำพิพากษา）後開始出名。並且2次奪得東南亞文學獎。2004年，查·勾吉蒂的作品被改編成電影。